# Grand'ammiraglio ospitaliero
Il grand'ammiraglio o ammiraglio era una delle alte cariche nel governo dell'Ordine degli Ospitalieri di San Giovanni di Gerusalemme. Dalla prima metà del XIV secolo il ruolo veniva assegnato al Piliero della lingua d'italia.

## Ruolo
L'ammiraglio era subordinato al grand'ammiraglio, qualora entrambi i titoli esistessero contemporaneamente. Il grand'ammiraglio era responsabile della flotta ospedaliera e dei suoi equipaggi, ma durante una spedizione navale il comando dei soldati sulle navi spettava al gran maresciallo, se presente. Poteva noleggiare navi se necessario, arruolare marinai e uomini d'arme, e si occupava anche del loro soldo. A Rodi, fino al 1462, supervisionava il servizio dei marinai greci. Teneva il libro contabile di tutto il materiale utile alla costruzione e all'equipaggiamento delle navi. Aveva inoltre il potere di nominare il capitano della flotta o di una galea.